# Justo Santos
Justo Santos Cerda (Rivas, 17 de julio de 1925 - Managua, 7 de julio de 1958) fue un cantautor y compositor nicaragüense.

## Biografía
Justos Santos nació en Rivas, el 17 de julio de 1925. En 1950 formó parte del trío los Pinoleros. En 1952 participó en un concurso musical para celebrar los primeros cien años de Managua como capital de Nicaragua, con su composición llamada Mora Limpia, considerada el segundo Himno Nacional de Nicaragua. En su juventud se casó con Daysi Espinoza con quien dejó dos hijos, Odily y Eduardo, quienes habitan en la Colonia Máximo Jerez.[cita requerida]
Formó parte del Trío Los Pinoleros, muy conocido en los años 1950, cuando dominaba la escena de los conjuntos de voces y guitarras de ejecutores de música nicaragüense, el Trío Monimbó, de Pepe Ramírez y Carlos y Erwin Krüger.

## Muerte
Justo Santos murió el 7 de julio de 1958 a los 32 años de edad, asesinado de un disparo por un celador borracho[cita requerida] del antiguo Mercado San Miguel en Managua, cuando regresaba a su casa en la madrugada después de realizar su trabajo de guitarrista y cantor.
En ese entonces, el homicida fue defendido por un novel abogado, quien ganó el caso y no se hizo justicia. [cita requerida]
Los restos de Justo Santos descansan en el Cementerio Oriental de Managua.